# Edwin Starr
Edwin Starr, vlastním jménem Charles Edwin Hatcher (21. ledna 1942 Nashville – 2. dubna 2003 Nottingham) byl americký černošský zpěvák, představitel soulu a rhythm and blues. Začínal roku 1957 v Clevelandu se skupinou Future Tones, po vojně se roku 1963 usadil v Detroitu a spolupracoval s nahrávacími společnostmi Ric-Tic Records a Motown Records. Spolu se skladatelem a producentem Normanem Whitfieldem spojovali tradiční afroamerickou hudbu s ohlasy psychedelického rocku. Jejich nejúspěšnějším počinem byla píseň „War“ odsuzující válku ve Vietnamu (původně z repertoáru skupiny The Temptations), která stanula v srpnu 1970 v čele hitparády Billboard Hot 100 a stala se zlatou deskou. Starr také nazpíval titulní píseň ke kriminálnímu filmu Larryho Cohena Hell Up in Harlem (1974). Od sedmdesátých let žil v Anglii a patřil k předním osobnostem scény zvané northern soul, zemřel ve věku 61 let na infarkt myokardu ve svém domě na nottinghamském předměstí Chilwell.

## Diskografie
- Soul Master (1968)
- 25 Miles (1969)
- Just We Two (1969, duety se zpěvačkou Blinky)
- War & Peace (1970)
- Involved (1971)
- Hell Up in Harlem (1974, soundtrack ke stejnojmennému filmu)
- Free to Be Myself (1975)
- Clean (1978)
- Happy Radio (1979)
- Stronger Than You Think I Am (1979)
- For Sale (1983)